# Завьялово (Омская область)
Завья́лово — село в Знаменском районе Омской области. Административный центр Завьяловского сельского поселения.

## История
Основано в 1730 году. В 1928 году село состояло из 139 хозяйств, основное население — русские. В административном отношении являлось центром Завьяловского сельсовета Знаменского района Тарского округа Сибирского края.

## Население
| 1926 | 2002 | 2010 |
| ---- | ---- | ---- |
| 690  | ↗887 | ↘840 |